# Fosfato trisódico
Fosfato trisódico (TSP, E339) es un agente de limpieza, aditivo de comidas, removedor de manchas y desengrasante.  Es blanco, granular y sólido cristalino, altamente soluble en agua, produciendo una solución alcalina. Para su comercialización, a menudo es hidratado (Na3PO4·12H2O) y puede variar el rango, hasta su estado anhidro (Na3PO4).

## Propiedades fisicoquímicas
Aspecto: Sólido cristalino blanco.

Olor: Inodoro.

Solubilidad: Apreciable (> 10%) 285 g/L.

Peso específico: 1,62.

pH: 11,6 - 12,4 en solución acuosa al 1% fuertemente alcalino.

% De Volátiles por Volumen @ 21 °C (70 °F): 0

Punto de ebullición: Se descompone.

Punto de fusión: 73,3 °C - 76,7 °C (163 °F - 171 °F).

Densidad de vapor (Aire = 1): Sin datos.

Presión de Vapor (mm Hg): Sin datos.

Tasa de evaporación (BuAc = 1): No se encontró información.

## Usos
Fosfato trisódico es usado en muchas formulaciones, incluyendo lavaplatos, jabones, detergentes, pero ha ocasionado problemas ecológicos. Substitutos han sido utilizados en su uso. Adicionalmente, el fosfato trisódico es usado como aditivo para comidas.
Muchos químicos, incluyendo el fosfato trisódico, ha sido incluido en la familia de fosfatos. Muchos fosfatos han sido usado como limpiadores, buffers, surfactantes, detergentes, aditivos de alimentos, emulsificantes, preservantes de comidas. Algunos fosfatos similares son:
- Trifosfato de sodio, un suavizador de agua, usados en detergentes y preservante de alimentos.
- Fosfato de Sodio dihidrogenado, comúnmente llamado fosfato monosódico, (NaH2PO4), pH buffer.
- Fosfato disódico, (Na2HPO4), es usado como anticoagulante usada en alimentos.
- Fosfato de aluminio de sodio, (Na8Al2(OH)2(PO4)4) es un buffer de pH y emulsificante[6]